# Damjanich János Általános Iskola (Isaszeg)
A Damjanich János Általános Iskola a Pest vármegyei Isaszegen, a Madách utca 1. szám alatt helyezkedik el.
Az intézmény 1905-ben kezdte el működését még állami elemi iskola néven. Néhány évtizeddel később az isaszegi csatában részt vett egyik tábornokról, Damjanich Jánosról nevezték el.
Intézményvezetője, Koháry Orsolya, 2005 óta vezeti az iskolát. Minden évfolyamon A és B, illetve az SNI (sajátos nevelési igényű) osztályok vannak. 
Már 2007-ben felmerült az iskola felújításának és bővítésének gondolata. Az akkori sikertelen pályázatot, 2009-ben sikeres követte, a felújítás 9 hónapig tartott, és az iskola épülete egy nagyszabású korszerűsítéssel, illetve egy aula (előtér) hozzáépítésével változott meg, az addig mintegy 104 év elteltével.
Az iskola ebédlője, illetve sportterme két különálló épületben kapott helyet.